# Gisela von Wysocki
Gisela von Wysocki (* 1940 in Berlin) ist eine deutsche Schriftstellerin, die insbesondere als Dramatikerin und Essayistin hervorgetreten ist.

## Leben
Gisela von Wysocki, Tochter von Georg von Wysocki, der als künstlerischer Leiter bei verschiedenen Schallplattenfirmen, unter anderem über drei Jahrzehnte bei Odeon, arbeitete, studierte zunächst Musikwissenschaft und Klavier in Berlin und beschäftigte sich vor allem mit den Kompositionen von Sergej Prokofjew, Claude Debussy und Alban Berg. Nach ihrem Philosophiestudium bei Theodor W. Adorno in Frankfurt am Main promovierte sie zum Doktor der Philosophie mit einer Arbeit über den Wiener Dichter Peter Altenberg („Potentiale der Subjektivität im irrationalistischen Denken“, zunächst bei Adorno begonnen, später bei Alfred Schmidt in Frankfurt zum Abschluss gebracht und im Jahr 1979 im Hanser Verlag erschienen). Sie begann als Essayistin, die sich vorwiegend mit Außenseiterinnen der literarischen Moderne befasste. Später folgten, neben literaturkritischen Arbeiten, Theaterstücke und Hörspiele. Sie war außerdem Dozentin für Theaterwissenschaft an der Universität in Gießen und der Freien Universität Berlin.
Gisela von Wysocki lebt in Berlin. Sie ist die Schwester des Komponisten und Bandleaders Harald Banter (Gerd von Wysocki).

## Werke

### Bücher
- Peter Altenberg. Bilder und Geschichten des befreiten Lebens. Essay. Hanser, München 1979, ISBN 3-446-12841-7 (Dissertation Universität Frankfurt am Main 1976 unter dem Titel: Potentiale der Subjektivität im irrationalistischen Denken. – Neuausgabe: Europäische Verlagsanstalt, Hamburg 1994, ISBN 3-434-50049-9)
- La Lanterna magica. Ombre, immagine, figure di donne. Essays. La Tartaruga, Mailand 1979
- Die Fröste der Freiheit. Aufbruchsphantasien (Essays über Marlene Dietrich, Marieluise Fleißer[3], Greta Garbo, Sylvia Plath, Leni Riefenstahl, Virginia Woolf und Unica Zürn). Syndikat, Frankfurt am Main 1980, ISBN 3-8108-0157-7 (Neuausgabe: Europäische Verlagsanstalt, Hamburg 2000, ISBN 3-434-50492-3)
- Weiblichkeit und Modernität. Über Virginia Woolf. Qumran, Frankfurt am Main u. Paris 1982, ISBN 3-88655-165-2 (Lizenzausgabe: Fischer, Frankfurt am Main 1986, ISBN 3-596-26459-6)
- Auf Schwarzmärkten. Prosagedichte. Fotografien. Qumran, Frankfurt am Main 1983, ISBN 3-88655-166-0
- Fremde Bühnen. Mitteilungen über das menschliche Gesicht. Europäische Verlagsanstalt, Hamburg 1995, ISBN 3-434-50054-5
- Wir machen Musik. Geschichte einer Suggestion. Suhrkamp, Berlin 2010, ISBN 978-3-518-42208-3
- Wiesengrund. Roman. Suhrkamp, Berlin 2016, ISBN 978-3-518-42549-7
- Der hingestreckte Sommer. Suhrkamp, Berlin 2021, ISBN 978-3-518-43014-9[4]

### Theaterstücke
- Auf der Höhe der Tiefebene. Uraufführung (UA): Berliner Literaturhaus, 1988 (Regie und Hauptdarsteller: Peter Fitz).
- Schauspieler Tänzer Sängerin. UA: Schauspiel Frankfurt, 1989 (Regie und Bühnenbild: Axel Manthey); schweizerische UA: Theater Basel, 1990 (Regie: Veit Volkert und Barbara Mundel). Weitere Inszenierungen: Kampnagel Fabrik, Hamburg, 1991; Museum für Angewandte Kunst, Wien, 1996.
- Der Erdbebenforscher. UA: Mousonturm (TAT), Frankfurt, 1991.
- Sehenswerte Untergänge. Neue Texte zu Claude Debussys Opernfragment „Untergang des Hauses Usher“. UA: Staatsoper Stuttgart, 1996 (Dirigent: Michael Gielen; Regie: Christof Nel).
- Abendlandleben. UA: Schauspielhaus Basel, 1999 (Regie: Jossi Wieler); ausgezeichnet mit dem Sonderpreis der Kranichsteiner Literaturtage und dem Theaterpreis der Autorenstiftung Frankfurt.
- Fremde Bühnen. UA: Theater am Neumarkt, Zürich, 2000 (Regie: Christian Pade, Bühnenbild: Alexander Lintl).

### Hörspiele
- 1988: Das Menschenmuseum (HR, SFB)
- 1990: Mishima Yukio: Yokohama (Bearbeitung (Wort)) – Regie: Hans Rosenhauer (Hörspielbearbeitung – NDR)
- 1992: Der Erdbebenforscher (NDR, BR); Hörspiel des Jahres 1993 (Deutsche Akademie der Darstellenden Künste, Frankfurt)
- 1993: Schauspieler Tänzer Sängerin (NDR, SWF, BR)
- 1994: Wildnis Leben (HR, WDR, NDR); Hörspiel des Monats Januar 1994 (Deutsche Akademie der Darstellenden Künste, Frankfurt)
- 1994: Noch nie war die Sonne so nah (WDR, SWF)
- 1995: Stein und Riesenrad (NDR, WDR, HR)
- 1997: Der Bildersammler (NDR)
- 1999: Zwei Wochen Wien (NDR, WDR)
- 2000: Tragende Wände (DLR Berlin, HR)
- 2002: Ich nehme ein Blau. Ich nehme ein Gelb. Akustisches Szenario über Charlotte Salomon (BR, NDR)
- 2005: Labor und Fata Morgana. Die maßlose menschliche Stimme (SWR)
- 2005: Und nirgends eine Erde. NDR
- 2006: Wir machen Musik. Die Geschichte einer Suggestion Hessischer Rundfunk
- 2018: Das Denken ist selbst ein Leben. Wiesengrund antworten. (Hörspiel, HR)  / Monologsprecherin: Sophie Rois – Regie: Ulrich Lampen

### Essays (Auswahl)
- Metropolitan Lady. Marlene Dietrich. in Die Fröste der Freiheit. Syndikat, Frankfurt 1980; wieder in Essays berühmter Frauen. Hg. Marlis Gerhardt. Insel, Frankfurt 1997 ISBN 3-458-33641-9 S. 312–320
- Die „unerhörte“ Botschaft der Hysterie (Die Zeit, 43/1983)
- Ich möchte Aktionen sehen, und nichts geschieht. Über Katsushika Hokusai Reihe „ZEIT-Museum der 1000 Bilder“, Insel, Frankfurt 1989
- Ein Gesicht aus der Fremde. Greta Garbo. Ein Mythos in Bildern. Schirmer Mosel, 1990
- Der Europäer als Monster. Über Bernard-Marie Koltès Die Zeit, 9/1993[5]
- Transparenz statt Opulenz. Neue Theatertheorien (THEATER HEUTE, 2/1995)
- Lärmende Verkünder der Vernunft. Über den französischen Philosophen Michel Serres (Die Zeit, 42/1995)
- Das Leben, ein hektisches Dabeigewesensein. Über Sylvia Plath (Die Zeit, 15/1997)
- Sarathustra. Die Zukunft der Sarah Bernhardt. („Theater Frauen“, Suhrkamp, 1998)
- Mit dem Skandalon auf Du und Du („Hexenreden“, Wallstein, Göttingen 1999)
- Fernblick: Modelle der Entlegenheit. Über Hedy Lamarr. Edition Selene, 1999
- „Der Bauer von Paris“ von Louis Aragon. Reihe: Das Buch meines Lebens, Sonderzahl, 1999
- Lass dieses Auge einen Adler sein. Über Sylvia Plath („Nun breche ich in Stücke“, Vorwerk 8, Berlin 2000)
- Begnadete Lügnerin. Über Marguerite Duras, in: Literaturen (Zeitschrift) 3/4, 2001
- Tarnkappe. Oder Operationsgut. Über Nähe und Ferne des menschlichen Gesichts (ProLitteris GAZETTA, 2001)
- Illusionen der Zugehörigkeit. Portrait der Charlotte Salomon und ihres Gesamtkunstwerks „Leben? Oder Theater?“ (Die Zeit, 31/2001)
- Menschen und Blitze. Zum 100. Geburtstag von Marieluise Fleisser (Die Zeit, 487/2001)
- Schreiben und Lügen. Reihe: Rituale des Alltags, Fischer, Frankfurt 2002
- Zur Haut zurückkehren. Mimesis und musikalisches ‚Espressivo’ bei Theodor W. Adorno (Frankfurter Rundschau, 16. März 2002)
- Körperkunst und Zukunftskörper („Über die aktuelle Missachtung des Ästhetischen“, Universal Edition, 2002)
- Abgesandte ihres Metiers. Über den Regisseur Axel Manthey (Ausstellungskatalog, Akademie der Künste, 2002)
- Auf- und Ablandschaft („Graz von außen“, Droschl, 2003)
- Sprache im luftleeren Raum. Alfred Kerr in der Emigration (Die Zeit, 43/2004)
- Dem Denken ein Gesicht gegeben. Zum 275. Geburtstag von Gotthold Ephraim Lessing („Mit Lessing ins Gespräch“, Wallstein, 2004)
- Die maßlose Stimme. („Kunst-Stimmen“, Theater der Zeit, 2004)
- Schauspieler, Tänzer, Sängerin. Drei Figuren auf dem Theater („Theater fürs 21. Jahrhundert“, text + kritik, 2004)
- Ins Herz des Faszinosums. Über Jean Starobinski (Die Zeit, 13/2007)
- Körper. Sprengkörper. Phänomenologische Skizze („Adorno-Portraits“, Suhrkamp, 2007)
- Kunstgriffe der Tragik. Über Margurite Duras. Literaturen 1–2, 2008
- Russischer Rosenkrieg. Leo Tolstoi und Sofja Tolstaja. Literaturen (Zeitschrift) 11, 2008
- Hitzegehärtetes Sehen. Über Heinrich Leopold (Im Brennspiegel. Verlag, Der Apfel, 2006)
- Vertreibung der Götter. Über den französischen Philosophen Vladimir Jankélévitch (Die Zeit, 4/2017)
- Der Mensch weist über den Menschen hinaus. Porträt des frankochinesischen Poeten und Essayisten Francois Cheng[6]
- O-Töne des Unbewussten. Eine große Autorin der Moderne: Mela Hartwig war eine Pionierin im Beschreiben weiblicher Gefühlswelten (Die Zeit, 9/2019)
- Nebenschauplatzschöpfung. In: Sebastian Guggolz (Hrsg.): Kafka gelesen. Eine Anthologie. S. Fischer Verlag, Frankfurt am Main 2024, ISBN 978-3-103-97579-6

## Auszeichnungen
Gisela von Wysocki erhielt u. a. 1986 den Theaterpreis der Frankfurter Autorenstiftung, 1992 und 1993 den Hörspielpreis der Deutschen Akademie der Darstellenden Künste sowie 1996 den Roswitha-Preis der Stadt Bad Gandersheim, den Sonderpreis der Kranichsteiner Literaturtage und 2011 den Düsseldorfer Literaturpreis (vergeben durch die Stadtsparkasse Düsseldorf). 2014 erhielt sie eines von siebzehn Arbeitsstipendien für Schriftsteller der Kulturverwaltung des Berliner Senats und 2017 den Heinrich-Mann-Preis für Essayistik der Berliner Akademie der Künste. 2020 wurde sie mit der Ehrengabe der Deutschen Schillerstiftung ausgezeichnet, 2022 mit dem Italo-Svevo-Preis.